# Jelena Kostanić
Jelena Kostanić (née le 6 juillet 1981 à Split) est une joueuse de tennis croate, professionnelle de 1999 à 2010. Elle est aussi connue sous son nom de femme mariée, Jelena Kostanić-Tošić, à partir de janvier 2007.
Durant sa carrière, elle a remporté huit titres WTA en double et aucun en simple, malgré trois finales disputées.

## Palmarès

### Titre en simple dames
Aucun

### Finales en simple dames
| No | Date       | Nom et lieu du tournoi          | Catégorie | Dotation  | Surface      | Vainqueure      | Score          |          |
| -- | ---------- | ------------------------------- | --------- | --------- | ------------ | --------------- | -------------- | -------- |
| 1  | 04-08-2003 | Nordea Nordic Light Open, Espoo | Tier IV   | 140 000 $ | Terre (ext.) | Anna Smashnova  | 4-6, 6-4, 6-0  | Parcours |
| 2  | 06-02-2006 | Women's Open by Yaris, Pattaya  | Tier IV   | 170 000 $ | Dur (ext.)   | Shahar Peer     | 6-3, 6-1       | Parcours |
| 3  | 13-02-2006 | Bangalore Open, Bangalore       | Tier III  | 175 000 $ | Dur (ext.)   | Mara Santangelo | 3-6, 7-65, 6-3 | Parcours |

### Titres en double dames
| No | Date       | Nom et lieu du tournoi                  | Catégorie | Dotation  | Surface      | Partenaire           | Finalistes                          | Score          |          |
| -- | ---------- | --------------------------------------- | --------- | --------- | ------------ | -------------------- | ----------------------------------- | -------------- | -------- |
| 1  | 26-04-1999 | Croatian Ladies Open Bol                | Tier IVa  | 142 500 $ | Terre (ext.) | Michaela Paštiková   | Meghann Shaughnessy Andreea Vanc    | 7-5, 6-7, 6-2  | Parcours |
| 2  | 08-11-1999 | Wismilak International Kuala Lumpur     | Tier III  | 180 000 $ | Dur (ext.)   | Tina Pisnik          | Rika Hiraki Yuka Yoshida            | 3-6, 6-2, 6-4  | Parcours |
| 3  | 06-05-2002 | J&S Cup Varsovie                        | Tier III  | 170 000 $ | Terre (ext.) | Henrieta Nagyová     | Evgenia Kulikovskaya Silvija Talaja | 6-1, 6-1       | Parcours |
| 4  | 20-05-2002 | Internationaux de Strasbourg Strasbourg | Tier III  | 170 000 $ | Terre (ext.) | Jennifer Hopkins     | Caroline Dhenin Maja Matevžič       | 0-6, 6-4, 6-4  | Parcours |
| 5  | 05-01-2004 | ASB Classic Auckland                    | Tier IV   | 140 000 $ | Dur (ext.)   | Mervana Jugić-Salkić | Virginia Ruano Pascual Paola Suárez | 7-66, 3-6, 6-1 | Parcours |
| 6  | 11-01-2004 | Canberra Women’s Classic Canberra       | Tier V    | 110 000 $ | Dur (ext.)   | Claudine Schaul      | Caroline Dhenin Lisa McShea         | 6-4, 7-63      | Parcours |
| 7  | 02-10-2006 | AIG Japan Open Tokyo                    | Tier III  | 175 000 $ | Dur (ext.)   | Vania King           | Chan Yung-Jan Chuang Chia-Jung      | 7-62, 5-7, 6-2 | Parcours |
| 8  | 09-10-2006 | PTT Open Bangkok                        | Tier III  | 200 000 $ | Dur (ext.)   | Vania King           | Mariana Díaz-Oliva Natalie Grandin  | 7-5, 2-6, 7-5  | Parcours |

### Finales en double dames
| No | Date       | Nom et lieu du tournoi                  | Catégorie | Dotation  | Surface      | Vainqueures                          | Partenaire         | Score          |          |
| -- | ---------- | --------------------------------------- | --------- | --------- | ------------ | ------------------------------------ | ------------------ | -------------- | -------- |
| 1  | 17-04-2000 | Westel 900 Open Budapest                | Tier IVb  | 110 000 $ | Terre (ext.) | Lioubomira Batcheva Cristina Torrens | Sandra Nacuk       | 6-0, 6-2       | Parcours |
| 2  | 19-05-2003 | Internationaux de Strasbourg Strasbourg | Tier III  | 170 000 $ | Terre (ext.) | Sonya Jeyaseelan Maja Matevžič       | Laura Granville    | 6-4, 6-4       | Parcours |
| 3  | 14-06-2004 | Ordina Open Bois-le-Duc                 | Tier III  | 170 000 $ | Gazon (ext.) | Lisa McShea Milagros Sequera         | Claudine Schaul    | 7-6, 6-3       | Parcours |
| 4  | 09-05-2005 | ECM Open Prague                         | Tier IV   | 140 000 $ | Terre (ext.) | Émilie Loit Nicole Pratt             | Barbora Strýcová   | 6-76, 6-4, 6-4 | Parcours |
| 5  | 19-09-2005 | Banka Koper Slovenia Open Portorož      | Tier IV   | 140 000 $ | Dur (ext.)   | Anabel Medina Roberta Vinci          | Katarina Srebotnik | 6-4, 5-7, 6-2  | Parcours |
| 6  | 08-01-2006 | Moorilla International Hobart           | Tier IV   | 145 000 $ | Dur (ext.)   | Émilie Loit Nicole Pratt             | Jill Craybas       | 6-2, 6-1       | Parcours |
| 7  | 25-09-2006 | International Women’s Open Guangzhou    | Tier III  | 175 000 $ | Dur (ext.)   | Li Ting Sun Tiantian                 | Vania King         | 6-4, 2-6, 7-5  | Parcours |
| 8  | 18-02-2008 | Copa Colsanitas Santander Bogota        | Tier III  | 185 000 $ | Terre (ext.) | Iveta Benešová Bethanie Mattek       | Martina Müller     | 6-3, 6-3       | Parcours |

## Parcours en Grand Chelem

### En simple dames
| Année | Open d'Australie | Open d'Australie    | Internationaux de France | Internationaux de France | Wimbledon       | Wimbledon         | US Open         | US Open             |
| ----- | ---------------- | ------------------- | ------------------------ | ------------------------ | --------------- | ----------------- | --------------- | ------------------- |
| 1999  | -                | -                   | -                        | -                        | -               | -                 | 2e tour (1/32)  | Serena Williams     |
| 2000  | 3e tour (1/16)   | Conchita Martínez   | 1er tour (1/64)          | Alexandra Fusai          | 1er tour (1/64) | Sandra Nacuk      | 2e tour (1/32)  | Tathiana Garbin     |
| 2001  | 1er tour (1/64)  | Andrea Glass        | -                        | -                        | -               | -                 | -               | -                   |
| 2002  | 2e tour (1/32)   | Francesca Schiavone | 2e tour (1/32)           | Clarisa Fernández        | 1er tour (1/64) | Eléni Daniilídou  | 1er tour (1/64) | Myriam Casanova     |
| 2003  | 1er tour (1/64)  | Marta Marrero       | 2e tour (1/32)           | Justine Henin            | 1er tour (1/64) | Eléni Daniilídou  | 1er tour (1/64) | Alicia Molik        |
| 2004  | 1er tour (1/64)  | Nathalie Dechy      | 2e tour (1/32)           | Venus Williams           | 1er tour (1/64) | Amélie Mauresmo   | 3e tour (1/16)  | Ai Sugiyama         |
| 2005  | 2e tour (1/32)   | Nicole Vaidišová    | 2e tour (1/32)           | Mary Pierce              | 1er tour (1/64) | Nicole Vaidišová  | 1er tour (1/64) | Francesca Schiavone |
| 2006  | 3e tour (1/16)   | Maria Sharapova     | 1er tour (1/64)          | Ashley Harkleroad        | 1er tour (1/64) | Ashley Harkleroad | 2e tour (1/32)  | Lindsay Davenport   |
| 2007  | 3e tour (1/16)   | Anna Chakvetadze    | 1er tour (1/64)          | Daniela Hantuchová       | 1er tour (1/64) | Victoria Azarenka | 2e tour (1/32)  | Julia Vakulenko     |
| 2008  | 1er tour (1/64)  | Maria Sharapova     | -                        | -                        | -               | -                 | 1er tour (1/64) | Sara Errani         |
| 2010  | -                | -                   | -                        | -                        | -               | -                 | 1er tour (1/64) | Shahar Peer         |

À droite du résultat, l’ultime adversaire.

### En double dames
| Année | Open d'Australie             | Open d'Australie            | Internationaux de France     | Internationaux de France   | Wimbledon                     | Wimbledon                     | US Open                        | US Open                  |
| ----- | ---------------------------- | --------------------------- | ---------------------------- | -------------------------- | ----------------------------- | ----------------------------- | ------------------------------ | ------------------------ |
| 1999  | -                            | -                           | -                            | -                          | -                             | -                             | 1er tour (1/32) T. Poutchek    | Krivencheva Maja Murić   |
| 2000  | 1er tour (1/32) Tina Pisnik  | S. De Beer Jana Kandarr     | 1er tour (1/32) Tina Pisnik  | Chanda Rubin S. Testud     | 1er tour (1/32) S. Jeyaseelan | A. Coetzer Lori McNeil        | 2e tour (1/16) Tara Snyder     | Tina Križan I. Selyutina |
| 2001  | 1er tour (1/32) Tulyaganova  | Kim Clijsters L. Courtois   | -                            | -                          | -                             | -                             | -                              | -                        |
| 2002  | -                            | -                           | -                            | -                          | 2e tour (1/16) H. Nagyová     | Els Callens Shaughnessy       | 1er tour (1/32) Rika Hiraki    | A. Fusai Caroline Vis    |
| 2003  | 2e tour (1/16) J. Hopkins    | Z. Gubacsi C. Granados      | 2e tour (1/16) S. Jeyaseelan | Petra Mandula P. Wartusch  | 1er tour (1/32) A. Myskina    | E. Dementieva Krasnoroutskaïa | 1er tour (1/32) S. Jeyaseelan  | S. Cohen T. Perebiynis   |
| 2004  | 2e tour (1/16) S. Jeyaseelan | Yan Zi Zheng Jie            | 2e tour (1/16) H. Nagyová    | B. Mattek A. Spears        | 2e tour (1/16) Janet Lee      | Nadia Petrova Shaughnessy     | 2e tour (1/16) C. Schaul       | Cara Black Rennae Stubbs |
| 2005  | 1er tour (1/32) C. Schaul    | Cara Black Liezel Huber     | 1er tour (1/32) C. Schaul    | Cara Black Liezel Huber    | 1er tour (1/32) J. Janković   | L. Davenport C. Morariu       | 1er tour (1/32) Sanda Mamic    | S. Cohen Selima Sfar     |
| 2006  | 1er tour (1/32) I. Benešová  | Liezel Huber F. Schiavone   | 1er tour (1/32) Jill Craybas | An. Rodionova Andreea Vanc | 1er tour (1/32) Jill Craybas  | J. Husárová V. Zvonareva      | 2e tour (1/16) Domachowska     | Yan Zi Zheng Jie         |
| 2007  | 2e tour (1/16) Vania King    | N. Dechy V. Zvonareva       | 1er tour (1/32) Vania King   | E. Gagliardi F. Schiavone  | 1er tour (1/32) Vania King    | Jill Craybas L. Granville     | 1er tour (1/32) B. Z. Strýcová | Anabel Medina V. Ruano   |
| 2008  | 2e tour (1/16) M. Müller     | Květa Peschke Rennae Stubbs | -                            | -                          | -                             | -                             | 1/4 de finale M. Erakovic      | Lisa Raymond S. Stosur   |
| 2009  | 1er tour (1/32) M. Erakovic  | L. Šafářová G. Voskoboeva   | -                            | -                          | -                             | -                             | -                              | -                        |
| 2010  | -                            | -                           | -                            | -                          | -                             | -                             | 1er tour (1/32) R. Oprandi     | Vania King Y. Shvedova   |

Sous le résultat, la partenaire ; à droite, l’ultime équipe adverse.

### En double mixte
| Année | Open d'Australie | Open d'Australie | Internationaux de France     | Internationaux de France | Wimbledon                    | Wimbledon                   | US Open | US Open |
| ----- | ---------------- | ---------------- | ---------------------------- | ------------------------ | ---------------------------- | --------------------------- | ------- | ------- |
| 2000  | -                | -                | 1er tour (1/32) J. Landsberg | Kim Clijsters L. Hewitt  | 1er tour (1/32) Lucas Arnold | M. Bollegraf J. de Jager    | -       | -       |
| 2003  | -                | -                | -                            | -                        | 1er tour (1/32) J. Landsberg | B. Rittner Martin Damm      | -       | -       |
| 2004  | -                | -                | 1er tour (1/16) Tom Vanhoudt | S. Testud Pavel Vízner   | 1er tour (1/32) Tom Vanhoudt | Yan Zi Chris Haggard        | -       | -       |
| 2005  | -                | -                | -                            | -                        | 2e tour (1/16) Ashley Fisher | Kim Clijsters O. Rochus     | -       | -       |
| 2007  | -                | -                | -                            | -                        | 2e tour (1/16) Jeff Coetzee  | Chan Yung-Jan Rogier Wassen | -       | -       |

Sous le résultat, le partenaire ; à droite, l’ultime équipe adverse.

## Parcours aux Jeux olympiques

### En simple dames
| # | Date       | Nom de l'olympiade           | Surface    | Résultat        | Ultime adversaire | Score    |          |
| - | ---------- | ---------------------------- | ---------- | --------------- | ----------------- | -------- | -------- |
| 1 | 15/08/2004 | Olympic Tennis Event Athènes | Dur (ext.) | 1er tour (1/32) | Kristina Brandi   | 7-5, 6-1 | Parcours |

### En double dames
| # | Date       | Nom de l'olympiade           | Surface    | Résultat      | Partenaire     | Ultimes adversaires        | Score    |          |
| - | ---------- | ---------------------------- | ---------- | ------------- | -------------- | -------------------------- | -------- | -------- |
| 1 | 15/08/2004 | Olympic Tennis Event Athènes | Dur (ext.) | 2e tour (1/8) | Karolina Šprem | Shinobu Asagoe Ai Sugiyama | 6-3, 7-5 | Parcours |

## Parcours en Fed Cup
| #                                                                       | Date       | Lieu               | Surface         | Gagnante(s)                    | Perdante(s)                            | Score          |          |
|                                                                         |            |                    |                 |                                |                                        |                |          |
| 1998 - 1/4 de finale (groupe mondial II) - Croatie - Japon - 4 : 1      |            |                    |                 |                                |                                        |                |          |
| 1                                                                       | 25/04/1998 | Dubrovnik          | Terre (ext.)    | Rika Hiraki Nana Miyagi        | Jelena Kostanić Dora Krstulovic        | 6-3, 6-3       | Parcours |
|                                                                         |            |                    |                 |                                |                                        |                |          |
| 1998 - Barrage (groupe mondial I) - Croatie - Pays-Bas - 3 : 2          |            |                    |                 |                                |                                        |                |          |
| 2                                                                       | 25/07/1998 | Bol                | Terre (ext.)    | Manon Bollegraf Caroline Vis   | Jelena Kostanić Silvija Talaja         | 6-4, 3-6, 7-61 | Parcours |
|                                                                         |            |                    |                 |                                |                                        |                |          |
| 2000 - Round robin (groupe mondial) - Croatie - Allemagne - 1 : 2       |            |                    |                 |                                |                                        |                |          |
| 3                                                                       | 27/04/2000 | Bari               | Terre (ext.)    | Jelena Kostanić                | Andrea Glass                           | 6-79, 6-1, 6-3 | Parcours |
| 3                                                                       | 27/04/2000 | Bari               | Terre (ext.)    | Anke Huber Barbara Rittner     | Jelena Kostanić Silvija Talaja         | 6-4, 6-1       | Parcours |
|                                                                         |            |                    |                 |                                |                                        |                |          |
| 2000 - Round robin (groupe mondial) - Croatie - Espagne - 1 : 2         |            |                    |                 |                                |                                        |                |          |
| 4                                                                       | 28/04/2000 | Bari               | Terre (ext.)    | Conchita Martínez              | Jelena Kostanić                        | 6-3, 6-2       | Parcours |
| 4                                                                       | 28/04/2000 | Bari               | Terre (ext.)    | Jelena Kostanić Iva Majoli     | Magüi Serna Cristina Torrens           | 6-3, 7-63      | Parcours |
|                                                                         |            |                    |                 |                                |                                        |                |          |
| 2000 - Round robin (groupe mondial) - Italie - Croatie - 3 : 0          |            |                    |                 |                                |                                        |                |          |
| 5                                                                       | 29/04/2000 | Bari               | Terre (ext.)    | Tathiana Garbin                | Jelena Kostanić                        | 6-4, 7-66      | Parcours |
| 5                                                                       | 29/04/2000 | Bari               | Terre (ext.)    | Giulia Casoni Rita Grande      | Jelena Kostanić Silvija Talaja         | 6-4, 5-7, 6-3  | Parcours |
|                                                                         |            |                    |                 |                                |                                        |                |          |
| 2001 - 1er tour (groupe mondial) - Italie - Croatie - 4 : 1             |            |                    |                 |                                |                                        |                |          |
| 6                                                                       | 28/04/2001 | Bassano del Grappa | Moquette (int.) | Jelena Kostanić                | Giulia Casoni                          | 6-3, 7-61      | Parcours |
| 6                                                                       | 28/04/2001 | Bassano del Grappa | Moquette (int.) | A. Serra Zanetti               | Jelena Kostanić                        | 6-1, 7-65      | Parcours |
|                                                                         |            |                    |                 |                                |                                        |                |          |
| 2001 - Barrage (groupe mondial I) - Venezuela - Croatie - 1 : 4         |            |                    |                 |                                |                                        |                |          |
| 7                                                                       | 21/07/2001 |                    | Terre (ext.)    | Jelena Kostanić                | Stephanie Schaer                       | 6-3, 6-0       | Parcours |
| 7                                                                       | 21/07/2001 | Jelena Kostanić    | Terre (ext.)    | Milagros Sequera               | 4-6, 6-1, 6-4                          |                | Parcours |
|                                                                         |            |                    |                 |                                |                                        |                |          |
| 2002 - 1er tour (groupe mondial) - Croatie - République tchèque - 3 : 2 |            |                    |                 |                                |                                        |                |          |
| 8                                                                       | 27/04/2002 | Bol                | Terre (ext.)    | Jelena Kostanić                | Sandra Kleinová                        | 7-61, 6-4      | Parcours |
| 8                                                                       | 27/04/2002 | Bol                | Terre (ext.)    | Jelena Kostanić                | Iveta Benešová                         | 6-2, 7-5       | Parcours |
| 8                                                                       | 27/04/2002 | Bol                | Terre (ext.)    | Jelena Kostanić Iva Majoli     | Iveta Benešová Eva Birnerová           | 6-1, 6-2       | Parcours |
|                                                                         |            |                    |                 |                                |                                        |                |          |
| 2002 - 1/4 de finale (groupe mondial) - Autriche - Croatie - 4 : 1      |            |                    |                 |                                |                                        |                |          |
| 9                                                                       | 20/07/2002 | Pörtschach         | Terre (ext.)    | Barbara Schett                 | Jelena Kostanić                        | 6-2, 6-1       | Parcours |
| 9                                                                       | 20/07/2002 | Pörtschach         | Terre (ext.)    | Barbara Schwartz               | Jelena Kostanić                        | 4-6, 6-3, 8-6  | Parcours |
|                                                                         |            |                    |                 |                                |                                        |                |          |
| 2003 - Barrage (groupe mondial I) - Croatie - Brésil - 4 : 1            |            |                    |                 |                                |                                        |                |          |
| 10                                                                      | 19/07/2003 | Varaždin           | Terre (ext.)    | Jelena Kostanić Karolina Šprem | Bruna Colosio Joana Cortez             | 6-2, 6-3       | Parcours |
|                                                                         |            |                    |                 |                                |                                        |                |          |
| 2004 - 1er tour (groupe mondial) - Belgique - Croatie - 3 : 2           |            |                    |                 |                                |                                        |                |          |
| 11                                                                      | 24/04/2004 | Bree               | Terre (int.)    | Kim Clijsters                  | Jelena Kostanić                        | 6-1, 4-6, 6-1  | Parcours |
| 11                                                                      | 24/04/2004 | Bree               | Terre (int.)    | Els Callens                    | Jelena Kostanić                        | 6-2, 3-6, 6-4  | Parcours |
|                                                                         |            |                    |                 |                                |                                        |                |          |
| 2004 - Barrage (groupe mondial I) - Brésil - Croatie - 1 : 4            |            |                    |                 |                                |                                        |                |          |
| 12                                                                      | 10/07/2004 | São Paulo          | Terre (ext.)    | Jelena Kostanić                | Bruna Colosio                          | 6-0, 6-1       | Parcours |
| 12                                                                      | 10/07/2004 | São Paulo          | Terre (ext.)    | Jelena Kostanić                | Maria-Fernanda Alves                   | 6-4, 6-1       | Parcours |
|                                                                         |            |                    |                 |                                |                                        |                |          |
| 2005 - 1er tour (groupe mondial II) - Thaïlande - Croatie - 2 : 3       |            |                    |                 |                                |                                        |                |          |
| 13                                                                      | 23/04/2005 | Phuket             | Dur (ext.)      | Jelena Kostanić                | S. Viratprasert                        | 7-5, 4-6, 6-3  | Parcours |
| 13                                                                      | 23/04/2005 | Phuket             | Dur (ext.)      | Jelena Kostanić                | Tamarine Tanasugarn                    | 6-3, 6-2       | Parcours |
| 13                                                                      | 23/04/2005 | Phuket             | Dur (ext.)      | Jelena Kostanić Matea Mezak    | Tamarine Tanasugarn Napaporn Tongsalee | 6-4, 6-2       | Parcours |
|                                                                         |            |                    |                 |                                |                                        |                |          |
| 2005 - Barrage (groupe mondial I) - Croatie - Allemagne - 1 : 4         |            |                    |                 |                                |                                        |                |          |
| 14                                                                      | 09/07/2005 | Bol                | Terre (ext.)    | Anna-Lena Grönefeld            | Jelena Kostanić                        | 6-1, 7-65      | Parcours |
| 14                                                                      | 09/07/2005 | Bol                | Terre (ext.)    | Sandra Klösel                  | Jelena Kostanić                        | 6-2, 6-4       | Parcours |
|                                                                         |            |                    |                 |                                |                                        |                |          |
| 2007 - 1er tour (groupe mondial II) - Allemagne - Croatie - 4 : 1       |            |                    |                 |                                |                                        |                |          |
| 15                                                                      | 21/04/2007 | Fürth              | Terre (ext.)    | Jelena Kostanić                | Sandra Klösel                          | 6-3, 6-1       | Parcours |
| 15                                                                      | 21/04/2007 | Fürth              | Terre (ext.)    | Anna-Lena Grönefeld            | Jelena Kostanić                        | 6-4, 6-3       | Parcours |
| 15                                                                      | 21/04/2007 | Fürth              | Terre (ext.)    | Tatjana Malek Andrea Petkovic  | Jelena Kostanić Sanja Ancic            | 6-3, 6-77, 6-3 | Parcours |
|                                                                         |            |                    |                 |                                |                                        |                |          |
| 2007 - Barrage (groupe mondial II) - Croatie - Taïwan - 3 : 2           |            |                    |                 |                                |                                        |                |          |
| 16                                                                      | 14/07/2007 | Split              | Terre (ext.)    | Hsieh Su-Wei                   | Jelena Kostanić                        | 7-65, 6-4      | Parcours |
| 16                                                                      | 14/07/2007 | Split              | Terre (ext.)    | Chan Yung-Jan Chuang Chia-Jung | Jelena Kostanić Ana Vrljić             | 7-68, 6-3      | Parcours |
|                                                                         |            |                    |                 |                                |                                        |                |          |
| 2008 - 1er tour (groupe mondial II) - Japon - Croatie - 4 : 1           |            |                    |                 |                                |                                        |                |          |
| 17                                                                      | 02/02/2008 | Miki               | Dur (int.)      | Jelena Kostanić                | Aiko Nakamura                          | 6-3, 3-6, 6-3  | Parcours |
| 17                                                                      | 02/02/2008 | Miki               | Dur (int.)      | Akiko Morigami                 | Jelena Kostanić                        | 6-1, 6-2       | Parcours |
|                                                                         |            |                    |                 |                                |                                        |                |          |
| 2008 - Barrage (groupe mondial II) - Croatie - Serbie - 2 : 3           |            |                    |                 |                                |                                        |                |          |
| 18                                                                      | 26/04/2008 | Zagreb             | Dur (int.)      | Ana Jovanović                  | Jelena Kostanić                        | 6-4, 7-5       | Parcours |
| 18                                                                      | 26/04/2008 | Zagreb             | Dur (int.)      | Jelena Kostanić Ana Vrljić     | Ana Jovanović Teodora Mirčić           | 4-1, ab.       | Parcours |

## Classements WTA en fin de saison

### En simple
| Année | 1996 | 1997 | 1998 | 1999 | 2000 | 2001 | 2002 | 2003 | 2004 | 2005 | 2006 | 2007 | 2008 | 2009 | 2010 |
| Rang  | 1078 | 396  | 236  | 99   | 113  | 133  | 71   | 67   | 35   | 99   | 47   | 105  | 112  | -    | 816  |

Source : (en) « Classements de Jelena Kostanić », sur le site officiel du WTA Tour

### En double
| Année | 1997 | 1998 | 1999 | 2000 | 2001 | 2002 | 2003 | 2004 | 2005 | 2006 | 2007 | 2008 | 2009 | 2010 |
| Rang  | 502  | 199  | 65   | 82   | 293  | 97   | 62   | 32   | 60   | 60   | 81   | 63   | -    | 980  |

Source : (en) « Classements de Jelena Kostanić », sur le site officiel du WTA Tour